# Roger Cerclier
Roger Cerclier (1899-1950) est un instituteur et homme politique français, militant socialiste et syndicaliste. Résistant, président en 1944 du Comité départemental de libération de la Creuse, il est ensuite élu député de la Creuse.

## Biographie
Roger Cerclier est né le 5 février 1899 à Boussac dans la Creuse.
Issu d'une vieille famille de la Creuse, Roger Cerclier effectue sa scolarité primaire à Guéret puis, en 1915, entre à l'École normale. Nommé instituteur en 1921, il adhère à la Section française de l'Internationale ouvrière (SFIO). Il enseigne dans plusieurs localités du département tout en collaborant, avec Paul Pauly, à l'hebdomadaire socialiste d'Aubusson Le Mémorial de la Creuse. Dans les années 1930, il s'engage dans le syndicalisme : en 1931 il participe, toujours avec Paul Pauly, à la création de l'Union départementale CGT de la Creuse dont il sera secrétaire de 1934 à 1939.
Hostile au régime de Vichy, révoqué de l'éducation nationale en juillet 1942, Roger Cerclier trouve alors un emploi de chef de service à la coopérative agricole "La Marchoise". En contact avec des résistants de la Haute-Vienne depuis octobre 1942, Roger Cerclier, alias Jean-Pierre, rejoint le mouvement Libération-Sud en février 1943 et organise la Résistance dans la Creuse. Dirigeant départemental de cette organisation, puis des MUR (Mouvements unis de la Résistance), inquiété par la Gestapo, il prend le maquis en avril 1944. Le 7 juin, il reçoit la reddition de la garnison allemande de Guéret. Président du Comité départemental de Libération, il exerce ses fonctions avec un sang froid et une modération remarquables.
En novembre 1944 il devient directeur de l'Office des prisonniers, déportés et réfugiés de la Creuse. Son comportement lui vaudra le grade de chevalier dans l'ordre de la Légion d'honneur, la Croix de guerre et la Médaille de la Résistance. 
Il est par la suite membre de la première et de la seconde Assemblée nationale constituante et député de la Creuse de 1946 à 1950. 
Aux élections du 21 octobre 1945, pour la première Assemblée nationale constituante, Roger Cerclier conduit la liste SFIO dans la Creuse. Avec 28 % des suffrages, le Parti socialiste arrive en seconde position derrière le Parti communiste et obtient l'un des trois sièges à pourvoir, le dernier revenant à Pierre Bourdan, UDSR.
À nouveau candidat à la tête de la liste SFIO aux élections du 2 juin 1946 pour la seconde Assemblée nationale Constituante, Roger Cerclier conserve son siège avec 26,8 % des suffrages.
Il se représente aux élections législatives du 10 novembre 1946. Avec 23,3 % des voix, la liste SFIO qu'il dirige accuse une nouvelle perte. Il est néanmoins réélu, les deux autres sièges revenant au Parti communiste français.
Il est décédé de manière accidentelle le 15 novembre 1950, à Guéret dans la Creuse : alors qu'il sort de son domicile, il est renversé par une automobile.

## Mandats

### Parlementaire
- 1945-1950 : député de la Creuse

## Décorations
- Chevalier de la Légion d'honneur
- Croix de guerre 1939-1945
- Médaille de la Résistance française avec rosette